# Dagathia brunnea
Dagathia brunnea är en stekelart som beskrevs av Cameron 1903. Dagathia brunnea ingår i släktet Dagathia och familjen brokparasitsteklar. Inga underarter finns listade i Catalogue of Life.